# FKBP10
FKBP10‏ (FK506 binding protein 10) هوَ بروتين يُشَفر بواسطة جين FKBP10 في الإنسان.